# Stuttgarter Dach

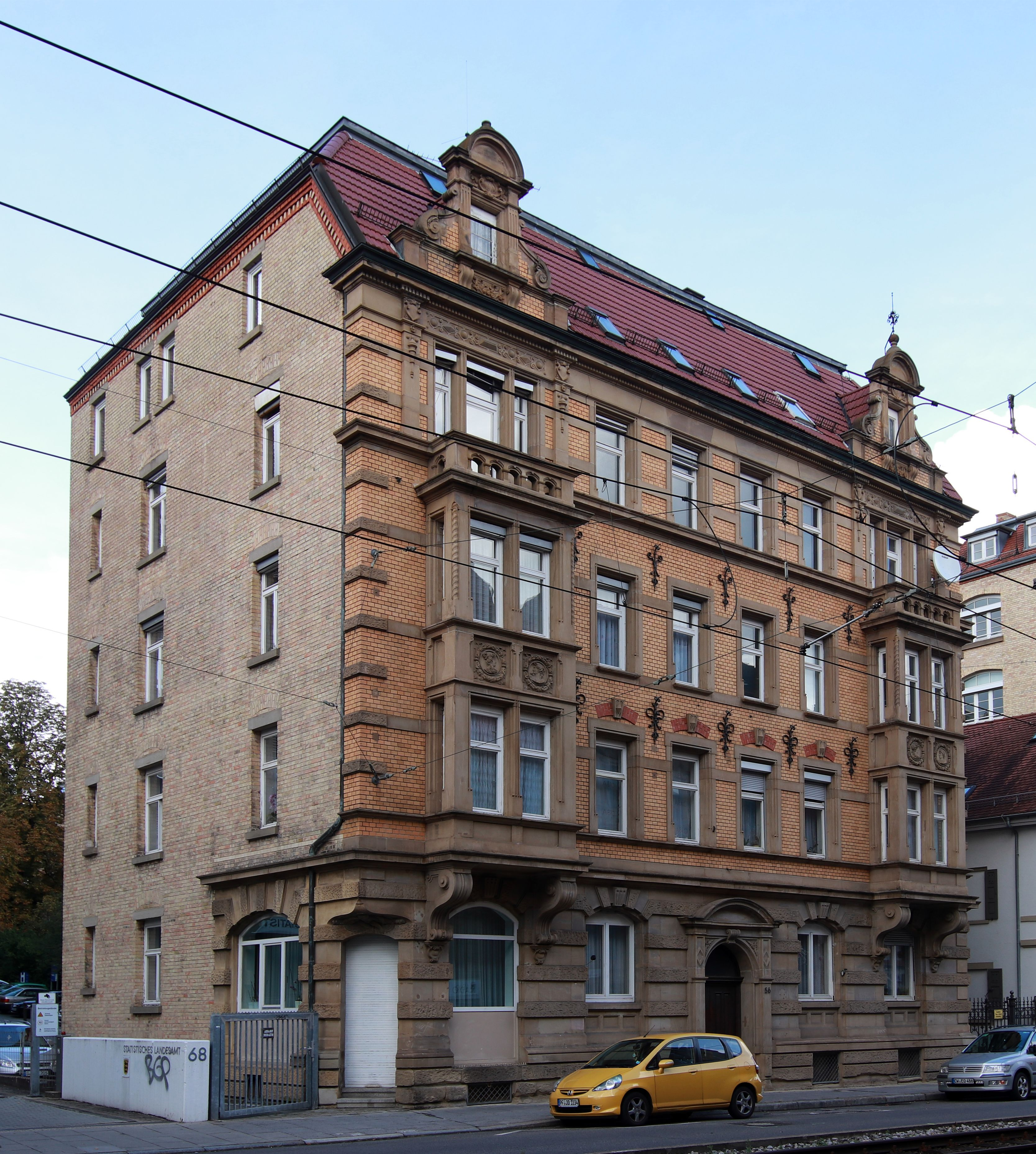
Miets- und Geschäftshaus mit Stuttgarter Dach, Stuttgart, Böblinger Straße 56.

Ein Stuttgarter Dach ist ein Plattformdach, ähnlich dem Berliner Dach, bei dem häufig auf die Dachschräge an der Hofseite verzichtet wurde. Bei Eckgebäuden und Kopfbauten erhielten meist alle Straßen- bzw. Sichtfassaden eine Dachschräge, so dass sich der Eindruck eines Pyramidenstumpfs ergeben konnte.
Das Stuttgarter Dach besteht aus einer oder mehreren schrägen Dachflächen mit darüber befindlichen Flachdach, das von der Straße aus nicht sichtbar ist, so dass ein Satteldach oder ein Walmdach vorgetäuscht wird. Die Räume hinter den schrägen Dachflächen besitzen sichtbare Dachschrägen.
Das Stuttgarter Dach kam im letzten Viertel des 19. Jahrhunderts auf. Durch den Verzicht auf einen unausgebauten Dachboden konnte die gestattete Gebäudehöhe bestmöglich ausgenutzt werden. Zugleich war die Dachkonstruktion einfach herzustellen, indem sie auf den Innenwänden abgestützt wurde. Die Gebäuderückseite erhielt meist keine Dachschräge im Gegensatz zur repräsentativen Sichtfassaden sehr schlicht gestaltet. Dadurch zeigen die Häuser zur Straße hin vier und an der Hinterfront fünf Stockwerke.

## Kritik
- Der Architekt Theodor Fischer äußerte 1903 nach seiner Übersiedlung nach Stuttgart in einem Vortrag über das Stuttgarter Dach:[4]

„Eines insonderheit fiel allen sofort auf: die Hässlichkeit der Dächer. Das ist nun allerdings geradezu ein Phänomen, doppelt empfindlich, da man hier so oft Gelegenheit hat, die Häuser von oben herab betrachten zu müssen. Und da sieht man nun ausserhalb der älteren Stadt kaum ein gesund ausgewachsenes Dach. Blecherne Plattformen in den ungeheuerlichsten Formen, unter denen besonders eine herausleuchtet, ausgestattet mit allen nur denkbaren Unschönheiten wie jenes Bild vom fehlerhaften Pferd. Das ist eine niedrig abgestumpfte Pyramidenform, deren Strassenseite bis auf das nächste Stockwerk herabgeschleppt ist, so dass die architektonische Lüge entsteht, dass man gegen die Strasse ein Haus mit vier Stockwerken zu haben glaubt, während es tatsächlich fünf Stockwerke hat. Wer ist nun da der Betrogene? ! Wahrlich! Leuten, die solche Missgeburten Jahr für Jahr in die Welt setzen, sollte man den Ehekonsens mit der Baukunst doch etwas erschweren.“
- Annette Schmidt, die Biographin des Stuttgarter Architekten Ludwig Eisenlohr, schrieb 2006 über das Stuttgarter Dach:[5]

„In Stuttgart entwickelte sich bald eine besonders ökonomische Gestalt der Mietshausdächer:  das so genannte Stuttgarter Dach. … Das Stuttgarter Dach sollte zur Straße hin den Eindruck eines Zelt- oder Satteldachs vermitteln. Tatsächlich aber knickte es auf halber Höhe ab und wurde durch ein billiges, abgeflachtes Blechdach weitergeführt. Auf diese Weise gewann man in den Mietshäusern ein zur Straße hin unsichtbares Geschoss hinzu, das vom Hof aus wie die anderen Etagen mit Veranden und Küchenbalkonen ausgestattet war.“